# 花29線
花29線（南埔－木瓜溪北岸），起點花蓮縣吉安鄉仁和村、東昌村交界的南埔，終點花蓮縣吉安鄉光華村木瓜溪北岸，原終點位於花蓮縣立光華國小，後終點延伸至木瓜溪北岸與花30線鄉道相接，全長5.801公里（原長3.710公里）。

## 路線特色
起點銜接台9線花東公路與台11線東部海岸公路，途經花蓮監理站、空軍第三後勤指揮部南埔營區與知卡宣公園，並銜接串連吉安鄉東西向重要道路知卡宣大道（花23線）。

## 途經鄉鎮
- 吉安鄉：仁和村、東昌村南埔（接台9線花東公路、台11線東部海岸公路）→中正路二段→交通部公路局臺北區監理所花蓮監理站→復興東村（接花27-1線）→空軍第三後勤指揮部南埔營區→知卡宣公園→知卡宣大道與中正路口（與花23線共線約500公尺）→右轉光華二街→花蓮縣立光華國小→光華五村→光華二街與華城路口（接花30線）